# علم الفلك والتنجيم
علم الفلك والتنجيم (بالإنجليزية: Astronomy and Astrology)‏ كانا في العصور القديمة يُعاملان كعلمٍ واحد، وأخذا بالانفصال تدريجيا عن بعضهما البعض ليغدوا علمين منفصلين حتى القرن السابع عشر (في عصر التنوير تحديدا) عندما رُفِض اعتبار التنجيم كعلم. وخلال الجزء الأخير من فترة العصور الوسطى، أصبح علم الفلك هو الأساس وأصبح علم التنجيم يعمل من خلاله.
منذ القرن الثامن عشر، أصبحا يعاملان بصفتهما اختصاصين منفصلين. علم الفلك، أي دراسة الأجرام والظواهر التي تنشأ خارج الغلاف الجوي للأرض، وهو علم وأصبح على نطاق واسع من ضمن الانضباط الأكاديمي. أما التنجيم، والذي يستخدم المواقع الظاهرة للأجرام السماوية للتنبؤ بالأحداث المستقبلية، هو شكل من أشكال العرافة وليس سوى أحد العلوم الزائفة.

## نظرة عامة

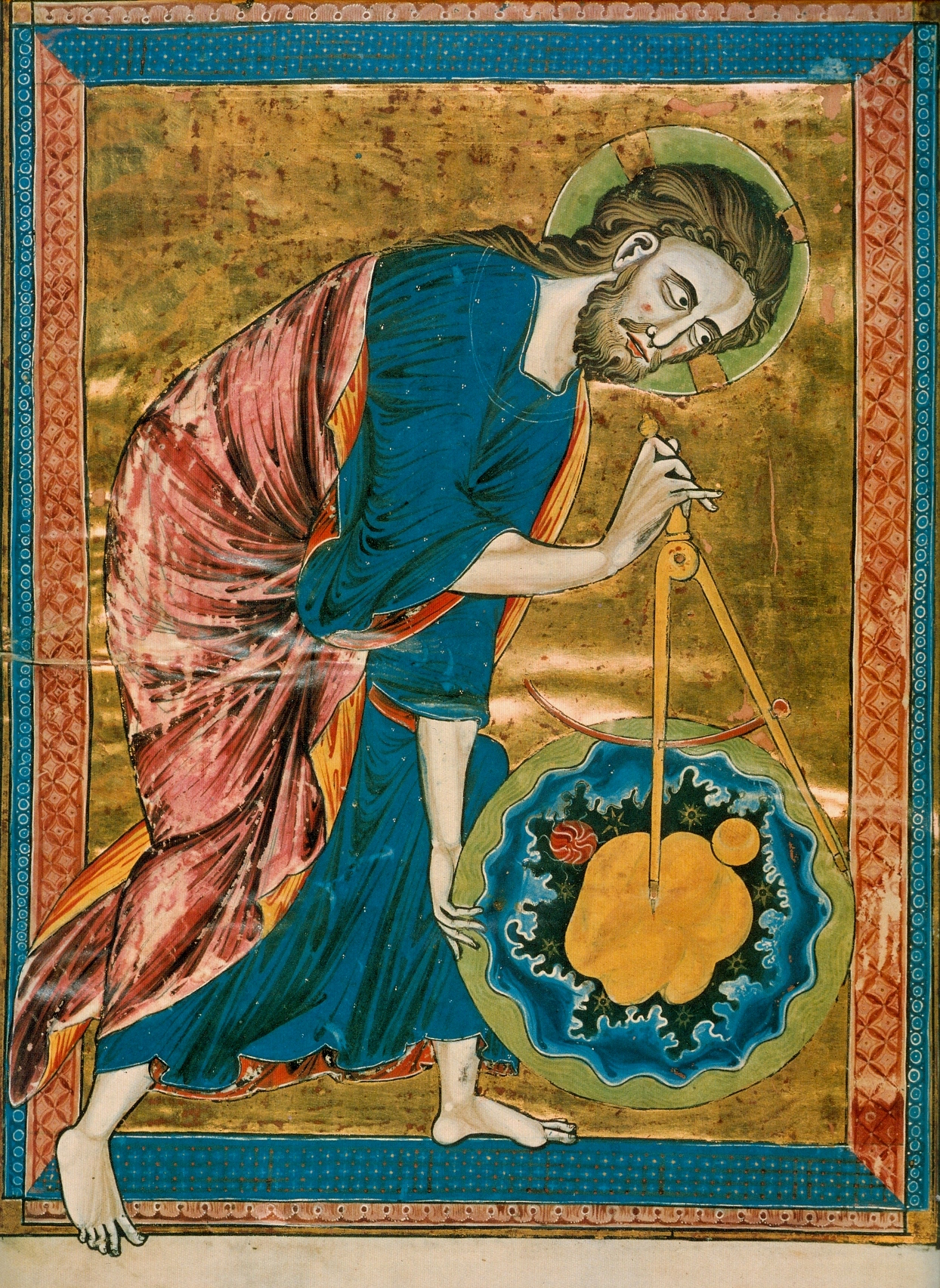
بالنسبة لأكثر أكاديميي الفترة الأولى للعلوم المبكرة، وخاصة في مجالات الهندسة والفلك/علم التنجيم (astronomia)، كانت العلوم تتناول فهم العلاقة الإلهية عند معظم علماء القرون الوسطى. لذلك، اعتبر الفرجار في القرن الـ 13، كما تظهر هذه المخطوطة، هو رمز من رموز عملية الخلق الإلهية، إذ اعتقذ الكثيرون أن هناك شيئا جوهريا إلاهيا أو مثاليا يمكن العثور عليها في الدوائر.

في مرحلة ما قبل العصر الحديث، لم تميز معظم الثقافات تمييزا واضحا بين التخصصين ووضع كليهما معا كنظام واحد. في بابل القديمة، التي اشتهرت بعلم التنجيم، لم تكن هناك أدوار منفصلة لعالم الفلك الذي يتوقع الظواهر السماوية، وللمنجم الذي يفسر أثار هذه الظواهر. وكثيرا ما كان نفس الشخص يقوم بالدورين. هذا التداخل لا يعني أن علم التنجيم وعلم الفلك كانا دائما يعتبرون شيئا واحدا. فالمفكرين اليونابين القدماء الذين أتو قبل سقراط مثل أناكسيماندر، كزينوفانيس، اناكسيمينس وهيراليديس، تكهنوا حول طبيعة ومضمون النجوم والكواكب. أما علماء الفلك مثل إيودوكسوس، المعاصر لأفلاطون، درس حركات ودورات الكواكب ووضع نموذجا موحدا لمركز الكون وافق عليه أرسطو واستمر اعتمادها حتى أيام بطليموس، الذي أضاف التدويرية لشرح سبب الحركة الخلفية للمريخ. شجعت المدرسة الأفلاطونية دراسة علم الفلك كجزء من الفلسفة لأن الحركات السماوية تدل على تنظيم وتناغم الكون. في القرن الثالث قبل الميلاد، وصل التنجيم البابلي إلى الإغريق. انتقد الفلاسفة الهلنيين، مثل الأكاديمي المشكك كارنياديس  والرواقي المتوسط بانتيوس. ومع ذلك، فإن مفهوم السنة الكبيرة (أي عندما تكمل كل الكواكب دورة كاملة والعودة إلى مراكزها الأصلية) بتكرار أبدي كانت تعتبر على أدوات للرجم بالغيب والقدرية.
في العصر الهليني اليوناني، استعملت كلمتي الأبراج (astrologia) والفلك (astronomia) بشكل متبادل، ولكنهما من الناحية النظرية كانا مختلفين. درس أفلاطون الفلك وشدد على وجوب تفسير الظواهر الفلكية باعتماد الوصف الهندسي. فضل أرسطو النهج المادي مستعملا كلمة أبراج (astrologia).أعتبر مفهوم فلك التدوير فكرة خرافية تصلح للروايات الخيالية. 